# William Mulligan
William Mulligan (* 23. Juli 1838 in Glasgow, Howard County, Missouri, USA; † 23. Juni 1914 in Selma, Fresno County, Kalifornien, USA) war ein amerikanischer Maler, Farmer und Bankdirektor.

## Leben
William Mulligans Eltern waren John Mulligan (* 15. Mai 1810 in New York City, NY) und Cecilia, geborene Cabeen (* 17. April 1818). Er war zwei Jahre alt, als sie 1840 von Glasgow in die Heimat der Mutter, nach St. Louis, Missouri zogen. Dort eröffnete der Vater einen Hardware-Shop, die Mutter starb am 15. Dezember 1852.
William wuchs in St. Louis auf und absolvierte hier seine Schulbildung. Anschließend reiste er für vier Jahre nach Europa, unter anderem nach Frankreich, um sich weiterzubilden. In Düsseldorf schrieb er sich 1857 bis 1859 an der Königlichen Kunstakademie bei dem Professor für Historienmalerei Carl Müller ein. Er gehörte zum Kreis der amerikanischen Studenten um Emanuel Leutze und kehrte wie dieser 1859 in die USA zurück. Ein knappes Jahr verbrachte er bei der Familie in St. Louis. Dann beschloss der Vater, nach Kalifornien umzusiedeln. Da es noch keine Eisenbahnverbindung in den Westen der USA gab, fuhr man mit dem Dampfschiff auf der Route um die Südspitze von Südamerika nach Kalifornien, das man 1862 erreichte. Nach einigen Monaten Aufenthalt in San Francisco ließ sich die Familie in Healdsburg, Sonoma County, Kalifornien, nieder; der Vater eröffnete hier einen Hardware-Store Ecke Healdsburg Avenue und Matheson Street. Er starb am 3. Dezember 1889 in Healdsburg; das Geschäft wurde von einem Bruder bzw. seinen Söhnen übernommen.
William Mulligan war zunächst im Holzhandel tätig. Am 30. Juli 1868 heiratete er in Healdsburg Margaret Alexander (* 18. Februar 1847 in Healdsburg, † 30. Dezember 1931 in Selma, Kalifornien), die älteste Tochter von Cyrus Alexander (* 1805 in Tioga County, Pennsylvania, † 27. Dezember 1872 auf der „Rancho Sotoyome“), einem der frühesten Siedler und Farmer in Sonoma County, und seiner Ehefrau Rufina, geborene Lucero (* 1830, † 1908). Nach einem Schlaganfall des Schwiegervaters übernahm Mulligan die Verwaltung von dessen Liegenschaften, der „Rancho Sotoyome“ in Alexander Valley. Der Ehe entstammten zehn Kinder, die alle in Healdsburg geboren wurden. 1870 wurde Mulligan zu einem der Direktoren der Bank von Healdsburg ernannt. Neben anderen Liegenschaften im Alexander Valley erwarb er die 1856 in Betrieb genommene „Geyser Flouring Mill“ östlich von Healdsburg. Als die zwei jüngsten Söhne von Cyrus Alexander, George und Thomas, die Geschäfte der Ranch übernehmen konnten, verlegte Mulligan seinen Wohnsitz auf ein eigenes Anwesen nahe Selma, (gegründet 1893) südöstlich von Fresno, inmitten von Weinbergen. Hier starb er kurz vor seinem 76. Geburtstag. Seine Witwe, Margaret Mulligan, starb am 30. Dezember 1931 ebenfalls in Selma.

### Künstlerische Tätigkeit
In den biographischen Essays zu William Mulligan im Internet wird gelegentlich auch auf seine künstlerische Tätigkeit hingewiesen. Allerdings werden nur wenige Arbeiten explizit benannt:
- The Death of General Lyon, mit William Levin, 1863[9]

Abbildung: Anita L. Roberts, Savannah G. Roberts: Wilson’s Creek National Battlefield. Civil War Collection. Arcadia Publishing, Charleston, South Carolina, 2012, S. 12.
Ausgestellt: Catalogue of the Forty First Annual Exhibition of the Pennsylvania Academy of the Fine Arts 1864, No. 235. Death of General Lyon. Levin & Mulligan, St. Louis, Mo.
- The Blind Fiddler, ausgestellt: Galerie unter dem Russ House, San Francisco, 1864[11]
- The Dying Drummer Boy, erwähnt: Marc Twain: A Promising Artist. In: The San Francisco Daily Morning Call, 6. September 1864.

## Archivalien
- William Mulligan, Margaret Alexander’s husband, Fotografie (um 1860): The Healdsburg Museum & Historical Society, Katalog Nummer 561-3 (https://healdsburg.pastperfectonline.com/bysearchterm?keyword=portrait&page=91)
- Margaret Alexander Mulligan, 83 yrs old, Cyrus Alexanders oldest daughter, married William Mulligan. Fotografie, 8. Februar 1930: Museum & Historical Society, Catalog Number 561-5.
- The Mulligan Family, 1876, Fotografie: The Healdsburg Museum & Historical Society, Catalog Number 561-2[12]
- John Mulligan Family, Fotografie, undatiert: Daughter Laura Mulligan was wife of Andrew Price (not ID’d in photo; perhaps is woman on left in top row by comparing EI2013.22.001 with this photo). John Mulligan was mayor of Healdsburg. Catalog Number EI2013.22.002
- Mulligan & Son Hardware Shop, Healdsburg (Ca), Fotografie 1872: https://calisphere.org/ › item